# 吉爾瓦斯湖
67°47′56″N 30°19′53″E / 67.7989°N 30.3315°E
吉爾瓦斯湖（俄语：Гирвас），是俄羅斯的湖泊，位於該國西北部，由摩爾曼斯克州負責管轄，長10公里、寬5.8公里，面積17.4平方公里，海拔高度102.8米，湖岸線長度52公里。